# Dexiomimops brevipes
Dexiomimops brevipes là một loài ruồi trong họ Tachinidae.